# جامعة تونس المنار
جامعة تونس المنار، هي قطب جامعي تونسي أسس سنة 1987 تحت مسمى "جامعة العلوم والتكنولوجيات والطب بتونس" واصبحت تحمل اسم "جامعة تونس المنار" ابتداءا من سنة 2000 في إطار إعادة هيكلة مؤسسات التعليم العالي في تونس. تعتبر الجامعة أحد أكبر الأقطاب الجامعية في تونس بطاقة استعاب تفوق ال45،000 طالب. تضم الجامعة 52 شعبة يشرف عليها 2500 أستاذا. تقع كل كليات الجامعة في تونس العاصمة وقد سميت نسبة إلى حي المنار حيث يقع مقرها الرئيسي، وحيث يقع أيضا المركب الجامعي الذي يضم 4 من كلياتها. يرأس الجامعة السيد معز شفرة. تضم الجامعة عددا من الكليات والمعاهد العليا اهمها كلية الحقوق والعلوم السياسية بتونس وكلية الطب والمدرسة الوطنية للمهندسين المعهد التحضيري للدراسات الهندسية وكلية العلوم وغيرها من الكليات. وفي تصنيفها السنوي الصادر في 2016 صنفت وكالة تصنيف الجامعات الجامعة ضمن احسن 1000جامعة في العالم باحتلالها مركز998 عالميا.

## كليات الجامعة
تنتمي إلى كلية تونس المنار 15 مؤسسة عليا و هي:
- كلية الطب بتونس
- كلية العلوم بتونس
- كلية العلوم الاقتصادية والتصرف بتونس
- كلية الحقوق والعلوم السياسية بتونس
- المدرسة الوطنية للمهندسين بتونس.
- المعهد العالي لعلوم التمريض بتونس
- المعهد العالي للعلوم الإنسانية بتونس
- المعهد العالي للإعلامية بالمنار
- المعهد العالي للتكنولوجيات الطبية بتونس
- المعهد العالي للعلوم البيولوجية التطبيقية بتونس
- المعهد التحضيري للدراسات الهندسية بالمنار
- المدرسة العليا لعلوم و تقنيات الصحة بتونس
- معهد باستور بتونس
- معهد البحوث البيطرية بتونس
- معهد بورڨيبة للغات الحية

## وصلات خارجية
- جامعة تونس المنار.